# Subjektivismus
Subjektivismus ist in der Philosophie und der Philosophiegeschichtsschreibung ein Sammelbegriff, mit dem seit der Neuzeit Positionen klassifiziert werden, nach denen Erkennen und Handeln hauptsächlich oder sogar ausschließlich subjektiv gerechtfertigt oder begründet werden können. Die eigentlichen Gründe der Rechtfertigung liegen im Subjekt des Handelns und Denkens und sind auf seinen Standpunkt bezogen oder (zumindest in Abwesenheit von Reflexion) darauf beschränkt.
Im Gegensatz zum Subjektivismus besteht der Objektivismus auf Objektivität, das heißt auf dem Erkenntnisvermögen der objektiven Realität.

## Verwendung des Begriffes

### Philosophie
Der Begriff dient der Bestimmung verschiedener erkenntnistheoretischer Positionen, nach denen alle Begriffe, Urteile und Erkenntnisse wesentlich durch das jeweilige Subjekt – in der Regel ist damit der einzelne Mensch gemeint – bestimmt und geprägt seien. Subjektivistische Positionen stehen im Gegensatz zu objektivistischen oder stark realistischen Positionen, führen aber nicht notwendigerweise zu einem Idealismus, Relativismus oder Skeptizismus. Dafür ist entscheidend, wie die Positionen Wahrheit und die Zugänglichkeit zur Wahrheit verstanden werden.

#### Subjektivistische Theorien
Subjektivistische Theorien werden unter unterschiedlichen Aspekten näher beschrieben. Der individuale Subjektivismus erblickt im Einzelnen Individuum sowie seinem individuellen Bewusstsein das Maß aller Erkenntnis. Die individuelle Wahrnehmung und die individuellen Interessen des jeweiligen Subjektes bestimmen seine Realität, welche schon dadurch notwendig eine relative sei. Jedes Subjekt nehme die Außenwelt auf seine eigene Weise wahr.
Der generelle Subjektivismus sieht in der Wesensart des erkennenden Subjekts, etwa in einem allen Menschen gemeinsamen „menschlichen Wesen“, die Bedingung aller Erkenntnis. Verschiedene Individuen unterliegen in ihrem Erkennen also aufgrund ihrer Zugehörigkeit zur Gattung Mensch zwar dem gleichen Gesetz und erkennen folglich die Außenwelt auf prinzipiell dieselbe Weise. Dennoch könnten sie nicht sicher sein, ob ihre Erkenntnis „objektiv“ richtig ist, da aus der Perspektive anderer Lebewesen, seien dies Tiere oder fiktive andere Lebensformen, der Blick auf die Dinge ein ganz anderer sein könnte.
Wenn vernünftige Gründe und eigene Bedürfnisse in einem aufgeklärten Egoismus zusammenfallen, spricht man von rationalistischem Subjektivismus. Subjektivistische Theorien können auch altruistisch gefärbt sein. Jedes Subjekt sorgt jeweils dafür, dass es ihm und anderen gut geht, dann geht es allen gut. Wird dieses altruistische Konzept auf die Gesellschaft ausgedehnt, spricht man von sozialem Subjektivismus. Eine moralische Wertordnung wird durch Kompromisse individueller Bedürfnisse geschaffen. Die gemeinsame Güterabwägung schafft diese Kompromisse.

#### Subjektivismus in der Philosophiegeschichte
Die Aussage „Der Mensch ist das Maß aller Dinge“ wird dem vorsokratischen Philosophen Protagoras zugeschrieben, wobei als unsicher gilt, ob damit das einzelne Individuum oder die Gattung Mensch gemeint ist. Sie gilt als radikalste Theorie des Subjektivismus. Kritiker warnen vor der Willkür für moralisches Handeln und deren negativen Folgen. Der Subjektivismus falle mit der (Un-)Moral des Eigennutzes und des Egoismus zusammen. Außerdem gäbe es keine Objektivität mehr. Daher seien die Möglichkeiten wissenschaftlichen Forschens in Frage gestellt. Schon die philosophischen Klassiker haben darauf hingewiesen, dass der Subjektivismus ein Selbstwiderspruch ist, wenn er (mit absolutem bzw. objektivem Geltungsanspruch) behauptet, alles (Erkennen) sei subjektiv.
Als gemäßigte Form des Subjektivismus kann die von René Descartes ausgehende Meinung gelten, dass alle Objekterkenntnis von dem einzig primär Gegebenen, dem Bewusstsein des Subjekts, abhängt. Dieses aber sei aufgrund gewisser logischer Gesetze, denen es sich nicht entziehen kann, zumindest teilweise zu objektiver bzw. unanzweifelbarer Erkenntnis fähig. Descartes formulierte in diesem Zusammenhang den Grundsatz „Ich denke, also bin ich“ (Cogito ergo sum) als nicht anzweifelbares Fundament jedes Denkens. Daraus ergaben sich Tendenzen, die die Entwicklung subjektivistischer Theorien begünstigten.
Dem gemäßigten cartesianischen Ansatz verwandt ist der von Immanuel Kant vertretene Ansatz einer „kritischen“ Erkenntnistheorie. Die Dinge an sich seien unerkennbar, da sie immer schon innerhalb subjektiver Wahrnehmungskategorien – nämlich Raum und Zeit – erscheinen. Kant ist dabei ein Vertreter eines generellen Subjektivismus: Als die erkenntnisbildende Instanz betrachtet Kant nicht das empirische Einzelsubjekt, sondern das Denken als solches, wie es der Gattung Mensch wesensmäßig zukomme. Die Philosophie als „Transzendentalphilosophie“ habe sich eben der Erforschung dieser Denkgesetze zu widmen, wofür Kant mit seiner Kritik der reinen Vernunft sowie mit den Prolegomena zu einer jeden künftigen Metaphysik einen Grundstein legen wollte. Dieses In-den-Blick-Nehmen der eigenen Erkenntnisfähigkeit und die damit verbundene philosophische Erforschung des Subjekts wird oft auch als „Kopernikanische Wende in der Philosophie“ bezeichnet: Nicht mehr die Welt, sondern die Selbstkritik des Denkens, nicht mehr das Außen, sondern das Innen, steht im Zentrum der Aufmerksamkeit. Hier spricht man von transzendentalem Subjektivismus.
In der Nachfolge Kants verstanden sich viele dem Idealismus zugehörige deutsche Denker – jedoch mit jeweils sehr eigener Akzentuierung – als Transzendentalphilosophen. Neben Johann Gottlieb Fichte und Friedrich Wilhelm Joseph von Schelling gilt dies auch für Edmund Husserl, dessen Erneuerung des cartesianischen Ideals einer absolut begründeten Wissenschaft im Zentrum seiner Phänomenologie steht. Arthur Schopenhauer behauptete sogar:

„Die Welt ist meine Vorstellung ist [...] ein Satz, den Jeder als wahr erkennen muß, sobald er ihn versteht, wenn gleich nicht ein solcher, den jeder versteht, sobald er ihn hört.“

Heute fasst man unter dem Begriff all jene relativistischen Auffassungen zusammen, die mit dem Hinweis auf das Subjekt als der einzigen Instanz jedweder Erkenntnis die Möglichkeit allgemeiner und intersubjektiv gültiger Aussagen grundsätzlich verneinen. In Anwendung auf die Ethik kann ein konsequent skeptizistischer Subjektivismus zur Verneinung interindividueller Werte führen und zum Egoismus weisen. Dies ist deshalb nicht zwingend, weil interindividuelle Ethik für das Subjekt auch dann eine wichtige und handlungsleitende Rolle spielen kann, wenn anderen Individuen der Besitz von Wahrheit abgesprochen wird – aus der Annahme, dass es keine intersubjektive Gültigkeit für moralische Werte gibt, folgt nicht zwingend, dass es überhaupt keine moralischen Werte gibt.

„Seit der Aufklärung hat sich der Mensch zum Maß allen Seins und aller Dinge erhoben und so seine Subjektivität an die Stelle von Gottes Offenbarung gesetzt. Wenn aber Subjektivität sich selbst und ihr Denken als Wahrheit versteht, so impliziert das die Voraussetzungslosigkeit und Immanenz des Menschen. Daraus entwickelt sich eine Erkenntnistheorie, bei der in positivistischer Manier alles Erkennen von dem Subjekt maßgeblich bestimmt wird. Die Erfassung der Wirklichkeit ist demnach von der Eigenart des Erkennenden ebenso geprägt wie von seinen apriorischen Bedingungen.“

### Sozialwissenschaften
In den Sozialwissenschaften, besonders in der Soziologie und der Politikwissenschaft, hat das Gegensatzpaar Subjektivismus vs. Objektivismus eine eigene Bedeutung. Beide Termini bezeichnen unterschiedliche Auffassungen gesellschaftswissenschaftlicher Forschung. Subjektivismus meint die Erforschungen der menschlichen Erfahrungen in der vorgegebenen gesellschaftlichen Umwelt: Das Subjekt ist hier der hauptsächliche Forschungsgegenstand. Der Objektivismus geht von der Gesellschaft aus, beschreibt und erforscht sie. Er fasst die Gesellschaft als zweite Natur des Individuums auf, die mit Regeln und Vorschriften gesellschaftliches Handeln strukturiert.
Soziologische Termini wie „Gesellschaft“, „Sozialstruktur“, „soziales System“, „soziale Schicht“ oder „soziale Klasse“ sind entweder Kategorien, die gesellschaftliche Wirklichkeit strukturieren (Objektivismus), oder werfen Fragen nach den Sachverhalten auf, die zu diesen Ordnungsbegriffen passen (Subjektivismus).
Inzwischen wird eine theoretische Konzeption angestrebt, die beide Auffassungen unter einer kulturtheoretischen Perspektive verbindet. Dieser Ansatz findet sich z. B. bei Pierre Bourdieu. Damit soll es ermöglicht werden, die dynamische Totalität von Gesellschaften zu erforschen und zu beschreiben. Es könnte sich daraus auch ergeben, dass die Sozialwissenschaften in die Lage versetzt werden, alternative Gesellschaftsmodelle zu entwickeln. Anthony Giddens sogenannte „Strukturationstheorie“ lässt sich als weiterer Versuch sehen, dies möglich zu machen. Falls die wechselseitigen Beziehungen zwischen objektiven Strukturen und subjektorientierten Traditionen untersucht werden, könnte die Frage nach dem Verhältnis zwischen Individuum und Gesellschaft bzw. Subjektivem und Objektivem vollständiger als bisher beantwortet werden.

### Romantik
Die Nachfahren der Aufklärung, die 70er Generation des 18. Jahrhunderts begründete die romantische Bewegung in Deutschland. Philosophisch ist ihr Motto: „Die Vernunft ist nicht alles“. Die Welt muss ganzheitlich erfasst werden, meinte Friedrich Schlegel. Also braucht die Vernunft Poesie.
Der Subjektivismus dieser Epoche möchte ein innigeres und wahreres Verhältnis zu den Dingen gewinnen, indem der Einzelne sich in sich selber zurückzieht und subjektivistische Weltanschauungen erfindet. Gut und Böse werden subjektivistisch interpretiert: „An sich ist nichts weder gut noch schlimm, das Denken macht es erst dazu.“
Durch „Dichtung und Wahrheit“ ist man bestrebt, sich dem rationalistischen Anpassungszwang zu entziehen und dem „verlorenen, träumenden Ich“  Ausdruck zu geben. Die Welt wird „poetisiert“, bzw. „romantisiert“. Die „Blaue Blume“ bildet das zentrale Symbol der Romantik, als auch – wenn man möchte – das des Subjektivismus, wie die romantische Lebensgemeinschaft der Schlegelbrüder nahe legt. Der Subjektivismus dieser Zeit lebt weiter im Symbolismus, Expressionismus und Surrealismus.